# جولای نوک‌کلفت
جولای نوک‌کلفت (نام علمی: Amblyospiza albifrons) نام یک گونه از تیره مرغ جولا است.